# Sant Miquel d'Orpí
Sant Miquel d'Orpí és una església d'Orpí (Anoia) inclosa a l'Inventari del Patrimoni Arquitectònic de Catalunya.

## Descripció
És difícil descriure la tipologia, ja que aquesta estructura incorpora la rectoria i l'antiga edificació romànica de l'ermita de Sant Miquel. Té planta rectangular i l'ingrés en un dels dos costats laterals llargs. La planta deu d'acabar en semicercle corresponent a l'antic absis romànic incorporat al mur. Està coberta amb volta de canó i té capelles laterals. És de pedra, el sostre de teules i té un campanar de torre poligonal (octogonal) que acaba en barana.
L'absis romànic és un petit absis que conserva les arcuacions llombardes i la coberta amb volta de canó, amb arcs torals. A l'interior hi ha pintures d'aquest segle que imiten l'estil romànic. Conserva les arcuacions llombardes i la coberta en volta de canó, amb arcs torals. A l'interior hi ha pintures d'aquest segle que imiten l'estil romànic.

## Història
Es construeix en un lloc ocupat ja d'antic (any 987) aprofitant l'estructura de l'església romànica. En una dovella de l'arc d'entrada hi consta la data de 1653. Fou restaurada el 1875.
La capella és l'església de Sant Miquel d'Orpí. Fou inicialment la capella del castell esmentada des del 1099.